# Харченко Михайло Михайлович
Миха́йло Миха́йлович Ха́рченко (нар. 13 квітня 1923, Худяки — пом. 6 травня 1995, Худяки) — один з 22-х повних кавалерів, нагороджених чотирма орденами Слави, в роки Радянсько-німецької війни розвідник взводу пішої розвідки 2-го стрілецького полку 50-ї стрілецької дивізії 52-ї армії 2-го Українського фронту, червоноармієць.

## Біографія
Народився 13 квітня 1923 року в селі Худяки Черкаського району Черкаської області України в селянській родині. Українець. Закінчив 6 класів. Жив у місті Павлограді Дніпропетровської області, працював штукатуром в ремонтно-будівельній конторі.
У Червону Армію призваний у 1941 році. У боях Радянсько-німецької війни з серпня 1941 року по серпень 1942 року і з грудня 1943 року по травень 1945 року. З серпня по листопад 1942 року був у полоні і до грудня 1943 року знаходився на окупованій території.
В ніч на 15 липня 1944 року червоноармієць Михайло Харченко, діючи у складі групи захоплення за 7 кілометрів на південний захід від румунського міста Скуляни, потай проник у ворожу траншею. В короткій сутичці розвідник Харченко з автомата знищив сім піхотинців ворога, включаючи кулеметну обслугу, забезпечивши тим самим захоплення і доставку до штабу «язика». За мужність і відвагу, проявлені в боях, 23 липня 1944 року був нагороджений орденом Слави 3-го ступеня (№ 84418).
У ніч на 9 серпня 1944 року червоноармієць Михайло Харченко, перебуваючи в розвідувальній групі, в районі кургану Вултурулуй, розташованого за 7 кілометрів на південний захід від румунського міста Скуляни, виявив ворожий кулемет і безшумно знищив його обслугу. Очолюючи групу прикриття, червоноармієць Харченко забезпечив відхід розвідників із захопленим у полон ворожим піхотинцем. За мужність і відвагу, проявлені в боях, 25 серпня 1944 року червоноармієць Харченко Михайло Михайлович нагороджений орденом Слави 2-го ступеня (№ 6198).
22 серпня 1944 року червоноармієць Михайло Харченко, діючи у складі розвідувальної групи в тилу ворога за 7 кілометрів на північний захід від румунського міста Ясси, врятував життя командира. У ході виконання цього бойового завдання розвідник закидав гранатами дві мінометних обслуги, знищив сім ворожих піхотинців і трьох захопив у полон. Указом Президії Верховної Ради СРСР від 24 березня 1945 року за зразкове виконання завдань командування в боях з німецько-фашистськими загарбниками червоноармієць Харченко Михайло Михайлович нагороджений орденом Слави 1-го ступеня (№ 206), ставши повним кавалером ордена Слави.
У 1945 році старшина Харченко М. М. демобілізований. Жив у рідному селі. У повоєнні роки колишній фронтовий розвідник був нагороджений другим орденом Слави 1-го ступеня, до якого він був представлений командуванням, але своєчасно не зміг отримати.
Працював у колгоспі. Помер 6 травня 1995 року.

## Нагороди
Нагороджений орденом Леніна, орденом Вітчизняної війни 1-го ступеня, двома орденами Слави 1-го ступеня, орденами Слави 2-й і 3-го ступеня, медалями.